# Richard Preßburger
Richard Preßburger (auch: Pressburger, * 16. Februar 1862 in Wien; † 28. Januar 1938 ebenda) war ein österreichischer Jurist. Er trat als Anwalt in etlichen öffentlichkeitswirksamen Prozessen auf, etwa im ersten Prozess gegen Philippe Halsmann.

## Leben
Richard Preßburger, der zeitweise als Lieblingsanwalt des Publikums galt, war der Sohn eines Beamten. Er studierte von 1881 bis 1885 in Wien und promovierte 1886 zum Dr. jur. Ab 1893 arbeitete er als Hof- und Gerichtsadvokat in Wien. Laut ÖBL war er ein „ungemein erfolgreicher Verteidiger, der oft sensationelle Freisprüche erzielte.“ Als interessanteste Fälle Preßburgers werden dort der Hochverratsprozess gegen den einstigen Kriegsminister Auffenberg im Jahr 1915 und die Mordprozesse gegen Hoflehner (1910), Pruscha (1925) und Halsmann (1928/29) sowie verschiedene politische Prozesse genannt. Preßburger führte auch eine zivilrechtliche Praxis. Er war Ausschussmitglied des Internationalen Anwaltsverbands, vor dem er 1932 einen Vortrag über die Todesstrafe hielt. Er war ein überzeugter Gegner der Todesstrafe, erwarb sich Verdienste bei der Reform der Voruntersuchung und erhielt viele Ehrungen und Auszeichnungen.

## Künstlerische Rezeption
In dem Film Jump! wurde Preßburger von Patrick Swayze gespielt. In Mord im Burgtheater von Ivan Stanev wurde er an der Volksbühne Berlin von Fabian Gerhardt verkörpert. Karl Kraus veröffentlichte am 9. Januar 1907 in der Fackel einen Text, in dem er auf eine Veröffentlichung Preßburgers reagierte. Zu einem „Wiener Schundstück voll Schwurgerichtspathetik“ sei der Fall des Schusters Wilhelm Voigt unter der Feder Preßburgers verkommen, der offenbar ein Plädoyer für den „Hauptmann von Köpenick“ geschrieben hatte, ohne zu dessen Verteidiger bestellt worden zu sein.